# 美国空军学院
美国空军学院（英語：United States Air Force Academy），或譯美國空軍军官学校，是美国空军和美國太空軍培养初级军官的院校。学校招收17岁至22岁的高中毕业的未婚美国公民以及少量外籍学员，多数体格具备飞行员标准。学校位于美利坚合众国科罗拉多州科羅拉多泉市，佔地1.85万英亩。空军军官学校的培养目标是把有前途、优秀的年轻人培养成有知识、有能力、守纪律的空军初级军官，并担当起领导世界上最好的航空力量的重任。由于美国空军单独成军较晚，所以它是美国五所初级军事院校中最年轻的一所，第一届学员于1959年毕业。学员经过4年的学习后将获得理学学士学位，大多数毕业生将被委任为美国空军少尉军官。另外，学校还是科罗拉多州的旅游胜地，每年吸引近一百万游客前去参观。

## 历史

### 创建
在学校创建之前，空军以及之前的陆军航空队为了建立一所独立的空军军官学校而努力了数十年。早在1918年，汉隆中校（A. J. Hanlon）就写道，“如同陆军军官学校和海军军官学校是陆军和海军的骨干，也必须有一所航空学校作为空军部队的骨干。任何一个军种都应当有这样一个机构为其初级军官注入热爱国家、服役意义、荣誉至上的理念。”亦有其他军官也表达了类似的看法。在1919年，众议院议员查尔斯·福雷斯特·库里提交了关于学校的提案，但其关注的是费用、课程设置以及选址，从而导致提案的流产。1925年，空军部队的先驱比利·米切尔将军在国会山也表示“建立一所空军院校来构成航空部队的永久骨干力量、并将其列入编制序列、就如同‘西点军校之于陆军、海军军官学校之于海军’的作用”是非常必要的。米切尔的观点没有得到立法者的足够重视，直到20世纪40年代末期美国空军学院的概念才开始成型。
1947年国家安全法案为空军军官学校的建立提供了有利推动，其中明确指出要将空军确立为一个独立的军种。按照最初的设想，空军部长W·斯图尔特·赛明顿谈妥了要将西点军校与美国海军军官学校毕业学员的25%委任为新成立的空军部队的军官。这只是个短期的权宜之计，军种之间的分歧很快促成国防部长詹姆斯·福里斯特尔建立了军事院校委员会。1950年1月，由德怀特·D·艾森豪威尔、哥伦比亚大学校长领导的军事院校委员会断定空军部队的需要不能由两所既有的军事院校满足，应当另立一所空军军官学校。

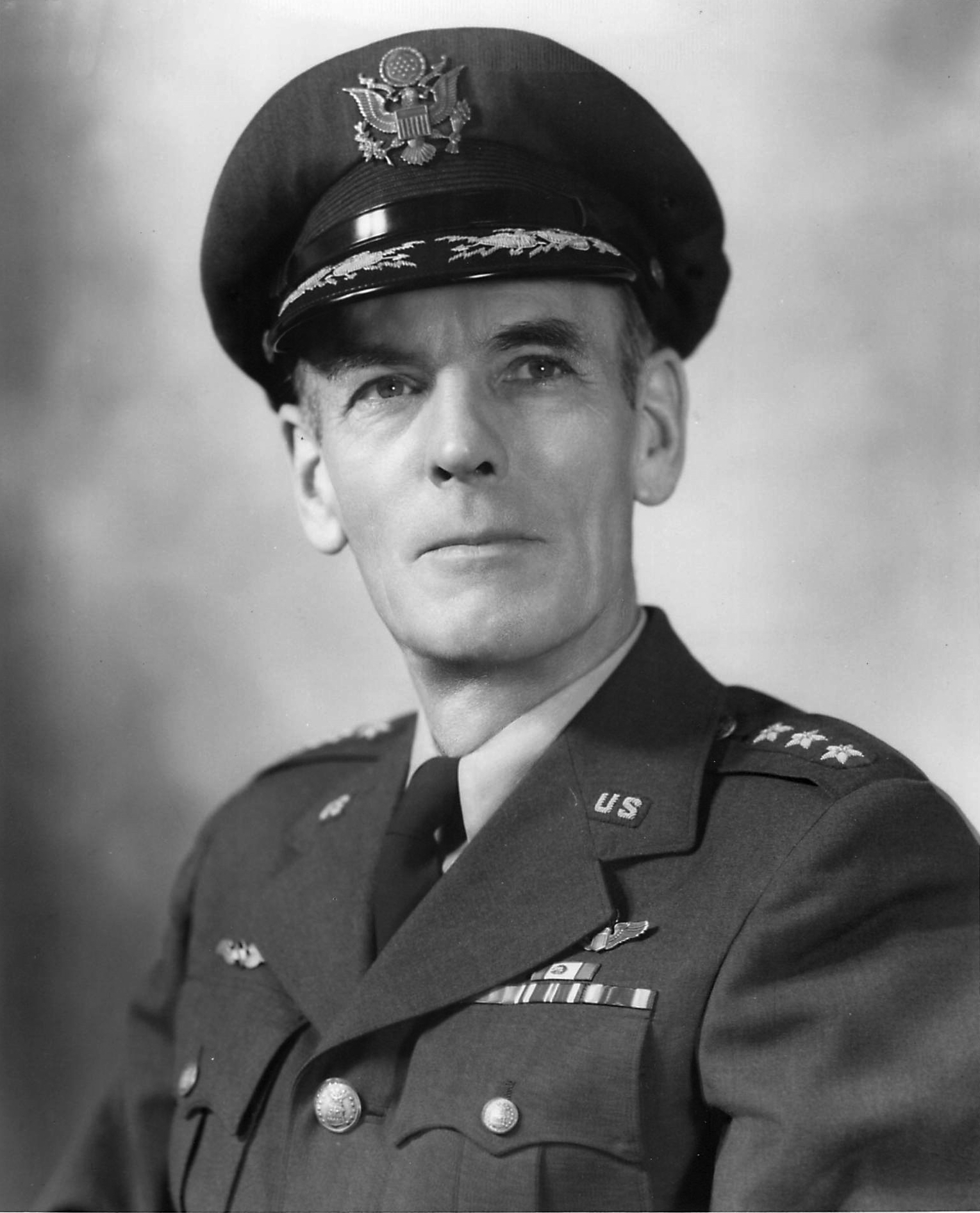
首任校長休伯特·R·哈蒙中将

在委员会提出建议之后，国会于1954年通过法案开始建立空军军官学校，艾森豪威尔总统于同年4月1日签署法案。法案创建了一个顾问委员会来决定学校校址。在委员会中有查尔斯·林德伯格、卡尔·斯帕茲将军以及休伯特·哈蒙中将。委员会在45个州考察了582个地点，行程2万1千多公里，最后确定了3个位置，分别是伊利诺伊州奥尔顿、威斯康辛州的日内瓦湖、以及最终成为校址的科罗拉多州春城。时任空军部长哈羅德·艾爾斯特納·塔爾博特于1954年6月24日宣布校址的选定。同时，空军训练指挥部（ATC）开始为学校制定详细的课程计划。

### 早期
早期空军军官学校的领导们面临着很多艰巨的任务，包括设计一套合理的课程计划、招收教职员、为学员设计独特的制服、勘察校址以及军事和飞行训练计划。校方为了确立学校的基础不遗余力地从空军范围、从西点以及安纳波利斯、不时地还从军外调用各种资源。
在第一届学员入学之前学校的设施还没有建好，所以1959届306名学员于1955年7月11日在丹佛劳里空军基地临时校址宣誓入学。在劳里空军基地，学员们住在翻修过的二战兵营中。因为没有高年级的学员训练新学员，所以空军安排了“空军训练官”（ATO，Air Training Officer）的骨干来施训。空军训练官都是初级军官，他们之中很多人都从西点或者安纳波利斯毕业。直到学校有了高年级学员之前，他们都担当学校中高年级学员的管理角色。学校的成立典礼向全国电视直播，沃尔特·克朗凯特做了全程主持。
为学员设计制服时，空军部长哈罗德·塔尔伯特开始让军方裁缝来设计，但是对他们的作品并不满意。结果，第一届学员穿着了当时的临时制服。塔尔伯特后来向好莱坞传奇导演賽西爾·德米爾寻求帮助。他的设计以学员阅兵礼服最为著名，赢得了空军方面以及校方的赞赏，并最终采用沿用至今。
1959届学员确立了很多流传至今的其他重要传统。最著名的应属第一届学员沿用了学员荣誉准则，并将猎鹰作为学校的吉祥物。1957年，学校学员参加于华盛顿特区举行的德怀特·D·艾森豪威尔总统的就职阅兵仪式。1958年8月29日，学员联队1145名学员迁入位于科罗拉多州春城的学校现址，不到一年之后学校得到美国高校认证委员会承认。美国空军学院第一届学员于1959年6月3日毕业并获军官委任。

### 越南战争期间
越南战争是学校毕业学员参与的第一场战争。因此对学校的理念发展有着深远影响。由于战争对飞行员的需求增多，学校入学人数在此期间显著上升。毕业人数从1961年的217人上升到1970年的745人。学校的设施同时也得到扩充，训练大纲为了更好地迎合空军战时需要得到了修改。贾克斯谷野外训练场成为学校的一部分，生存、逃生、抵抗、撤退训练科目得到了扩展，一些轻型飞机训练于1968年开始。
这个时期，学校的很多毕业生前往越南战争前线服役。64届毕业学员F-4“鬼怪”II型飞行员理查·史蒂夫·里奇以及同型号飞机武器系统军官68届毕业学员傑弗里·范斯坦在战斗中击落5架敌机而成为王牌飞行员。141名毕业生在这场战争中牺牲，32名毕业生被俘。65届毕业学员兰斯·西简既在被俘的32人中，也在这场战争中牺牲；他因在越狱以及在押中的英雄事迹而成为学校第一位获颁荣誉勋章的毕业学员。西简大楼以及一间学员宿舍为纪念他而用他的名字命名。
反战运动也波及了学校。因为学校大多对公众开放，学校经常成为反战示威者的抗议场所。一般的示威都在学员教堂中进行，学员也经常成为示威者的攻击对象。为躲避兵役而入校的现象也在学员联队中出现，数起作弊丑闻被深度曝光。结果造成士气受到严重打击。

### 女学员
学校历史上最重要的事件之一就是准许招收女学员。1975年10月7日，福特总统签署了一项准许美国军事院校招收女学员的法案。1976年6月26日，157名女学员进入空军军官学校，成为1980届学员。因为没有高年级女学员，学校早期采用的空军训练官模式再度得到采用，15名女性军官进入学校以帮助这些女学员融入学校。女学员们开始与学员联队的男学员分开，不过在第一个学期之后她们就被编入了指定的中队。1980年5月28日，97名女学员完成学业并从学校毕业，仅占毕业班的10%。近些年来，这个比例超过20%。

## 校园设施

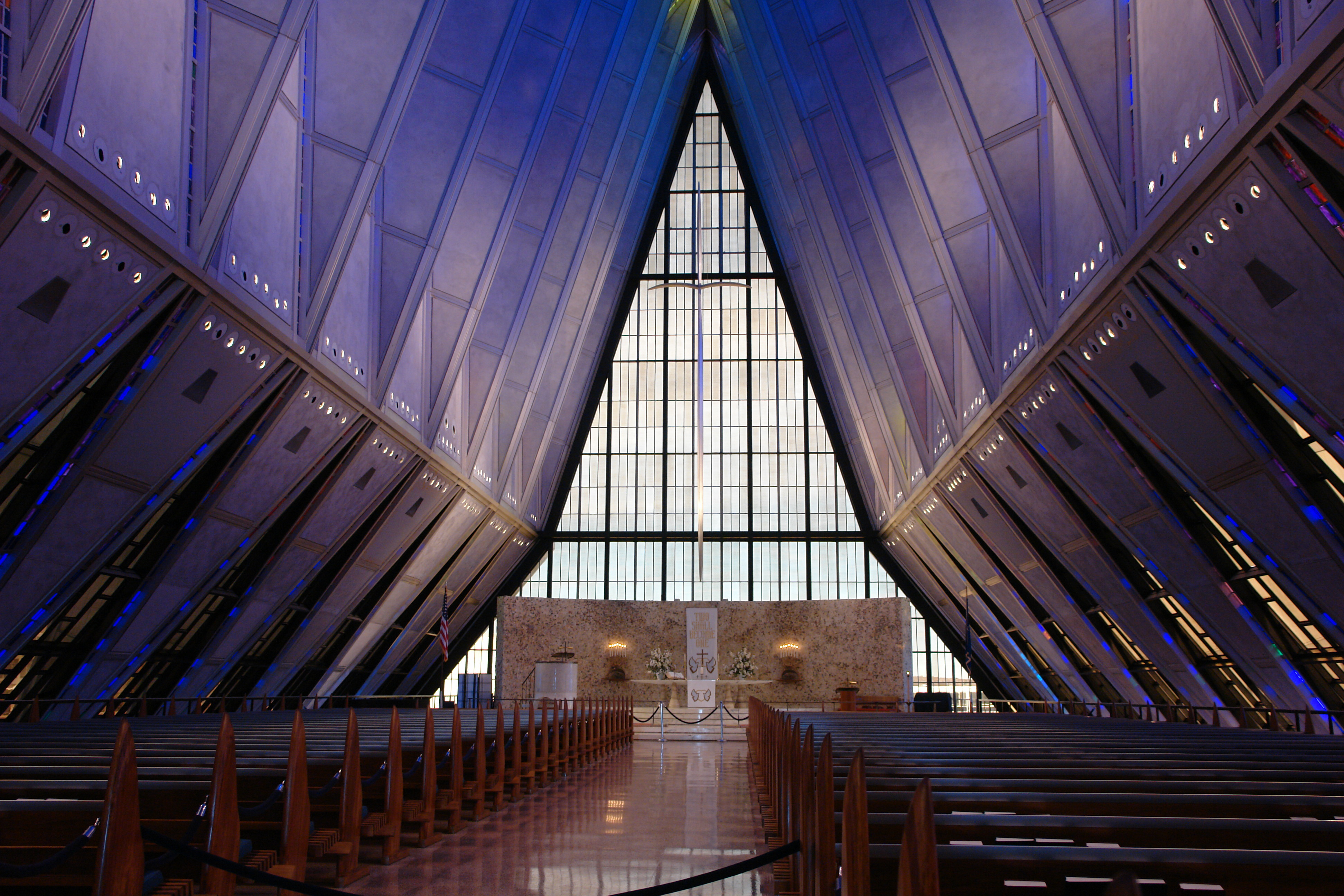
学员礼拜堂内部

学校的校园占地18,500英畝（75平方），位于落基山脉兰帕特山的东边，科罗拉多州春城以北。学员区的海拔为7,258英尺（2,212）。学校由建筑师沃尔特·纳什与SOM建筑设计事务所设计。

### 学员区
学员区的建筑物均有明显的现代派风格，在外部广泛使用了铝的材质，代表着飞行器或者航天器的外表。2004年4月1日，在国会授权建造学校50年之后，学校的学员区中设立了一个国家历史地标。
学员区的主要建筑物围绕一个被称为水磨石（the Terrazzo）的大广场建造。最明显的就是有17个尖顶的学员礼拜堂。初建时对其有很多争议，现在该建筑已经成为美国现代学校建筑中最漂亮的建筑之一。在水磨石广场旁边的建筑物包括：两栋宿舍楼——范登堡大楼、西简大楼；学员餐厅——米切尔大楼；主教学楼费尔柴尔德大楼——其中包括了教室、实验室、研究设备、教职办公室以及罗伯特·麦克德莫特图书馆。

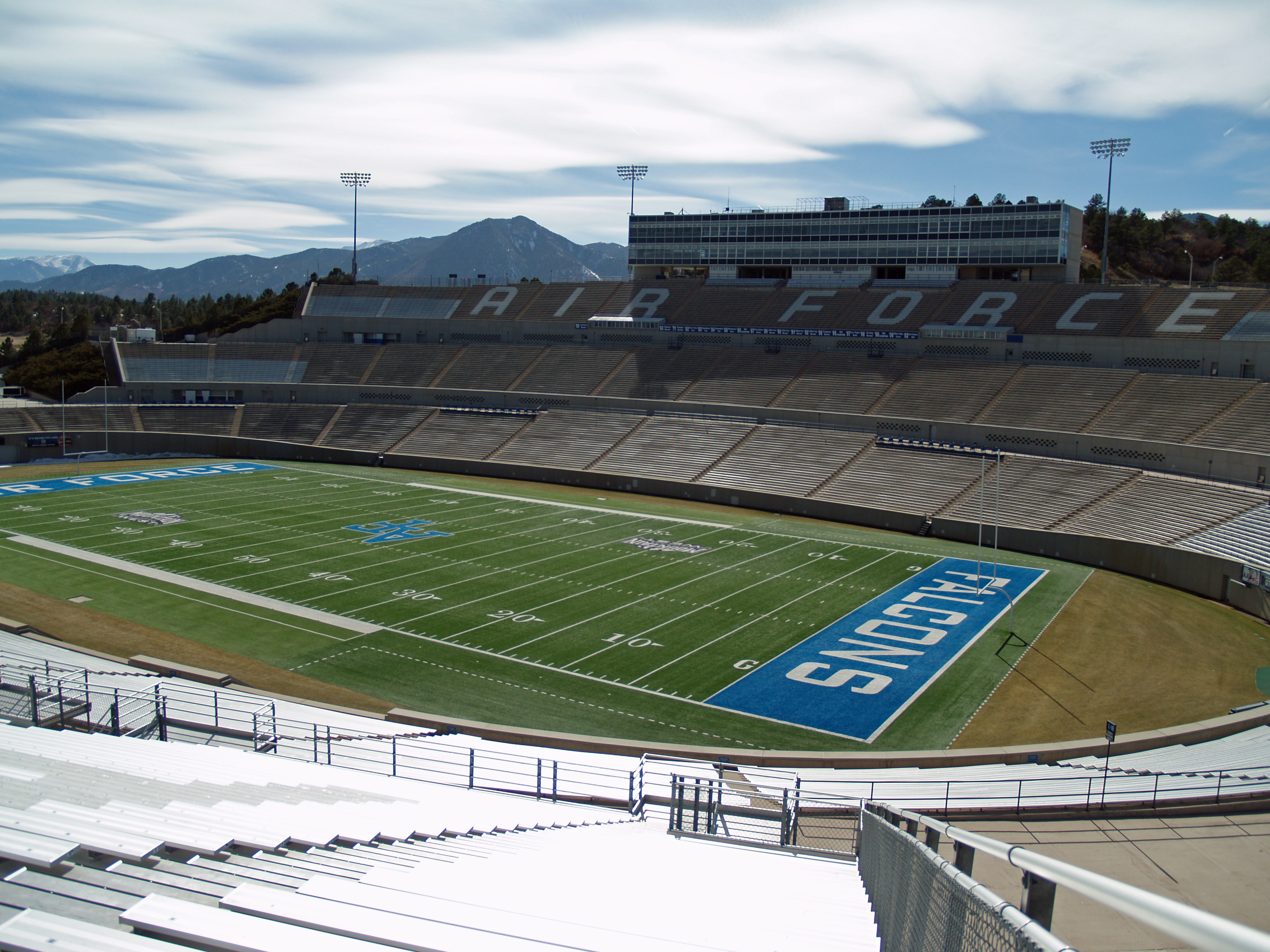
美国空军学院“猎鹰”体育场

航空研究中心（也称“航空实验室”）有着数量众多的航空研究器材，包括跨音速、亚音速、低速以及级联风洞；发动机与火箭测试场；模拟器。1997年费尔柴尔德大楼扩建并以此建立强化教育和训练中心（CETF）。其中包括了化学、生物教室与实验室，临床医学、牙医、民用工程和宇航实验室。学员区还设有一个天文台和供教学和导航训练使用的天文馆。
学员社交中心设在阿诺德大楼，其中有为学员和游客服务的一个可容纳3000人的剧场、一个舞厅、若干间休息室、餐厅以及休闲设施。哈尔曼大楼是学校的行政主楼，包括校长以及个参谋人员的办公室。
学员区还有一些供学员进行校际、校内比赛以及体育课和其他体育训练的设施。在众多的户外体育场中间有学员健身房和学员室内球场。该室内球场是克鲁恩体育馆、冰球场和室内跑道的所在地。猎鹰体育场位于学员区以外，是橄榄球场和举行毕业典礼的场地。

### 纪念设施

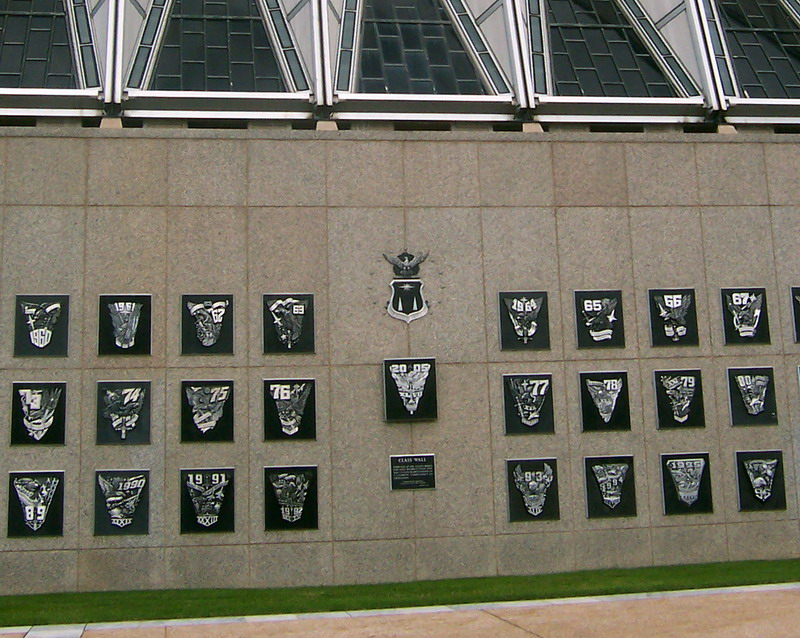
年级纪念墙紧靠着学员教堂

学员区旁有很多设施用以纪念空军的英模人物，成为学员的精神动力源泉。在水磨石广场的旗杆下面坐落着一面黑色的大理石质墙，为战争纪念墙，上面刻有在战斗中牺牲的每一位毕业学员的名字。在可以远眺水磨石广场的地方有一面荣誉墙，上面雕有学员荣誉准则，“我们不说谎，不偷盗，不欺骗，也绝不容忍同学中任何人有此种行为。”（"We will not lie, steal, or cheat, nor tolerate among us anyone who does."）。就在学员教堂下面，年级纪念墙上有各毕业年级的徽章。现任四年级学员的徽章展示在正中央。另一尊雕像也常常被当作是学校的标志，雄鹰与雏鹰雕塑是1958年航空训练司令部的人员赠予学校的。雕塑上有着奥斯丁·达斯蒂·米勒的题字，“人类一生的飞行都要用他的知识来给予动力。”学校内的飞机和航天器的陈列品中包括：水磨石广场上的F-4、F-15、F-16和F-105各一架；北门有一架B-52；机场有T-38、A-10各一架；预科学校旁边有一架F-100；航空实验室旁有一架X-24；费尔柴尔德大楼前有一枚民兵三式导弹。2008年8月，民兵三型导弹因为腐蚀和其他内部损坏被移除。
核心价值坡道（之前称为“Bring Me Men Ramp”）从水磨石广场上铺下来，直通阅兵场。在报到日那天，新学员在坡道下端集合，走上水磨石广场也就意味着军旅生涯和军校仍活的开始。从1964年到2004年，坡道最下面入口都刻有字取自萨缪尔·沃尔特·福斯缩写的诗歌《走来的美国人》（The Coming American）中的“Bring me men......”。在2003年性骚扰丑闻之后的一项有争议的行动中，“Bring me men...”的字样被移除并替换为校训（后来也成为空军的核心价值）：“正直为上，无私服务、凡事优异（Integrity first, service before self, and excellence in all we do.）”。

### 校园内的其他设施

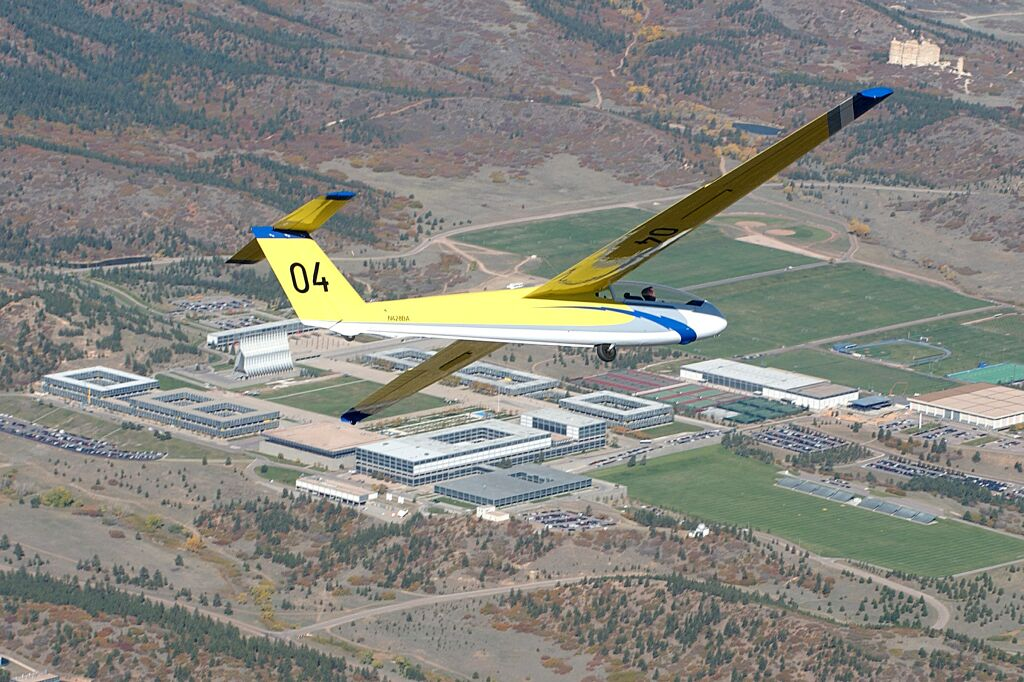
学员在训练科目中将有机会驾驶滑翔机

校园内的其他地方也对学员学习训练起着重要作用。杜立特尔大楼是学校毕业生联合会的总部所在地，也是新学员参加的基本学员训练最开始时报到的地方。它以吉米·杜立特尔将军的名字命名。戈德华特问讯处以学校的长期支持者美国参议院议员巴里·戈德华特命名，该处是学员家长、朋友以及游客到学校来访的集结地。学校机场供参加飞行员课程学习的学员训练之用，包括伞降训练、滑翔以及有动力飞行训练。学校墓地仅限学校的学员以及毕业生、特定的高级军官、参谋人员以及其他家人下葬。空军著名的卡尔·斯帕茨、柯蒂斯·E·勒梅以及羅賓·沃茲均葬于此地。
美国空军学院预科班是向一批挑选出来的、不能直接进入学校学习的人员提供的课程。课程包括紧张学术预科教育（特别是英语、数学以及自然科学课程），也伴有体育和军事训练，也是给学校输送学员做准备。学校预科班中很大比例的学员（也称“预科生”）都在预科班中学习一年之后获得了进入学校学习的机会。

## 荣誉准则与品格教育

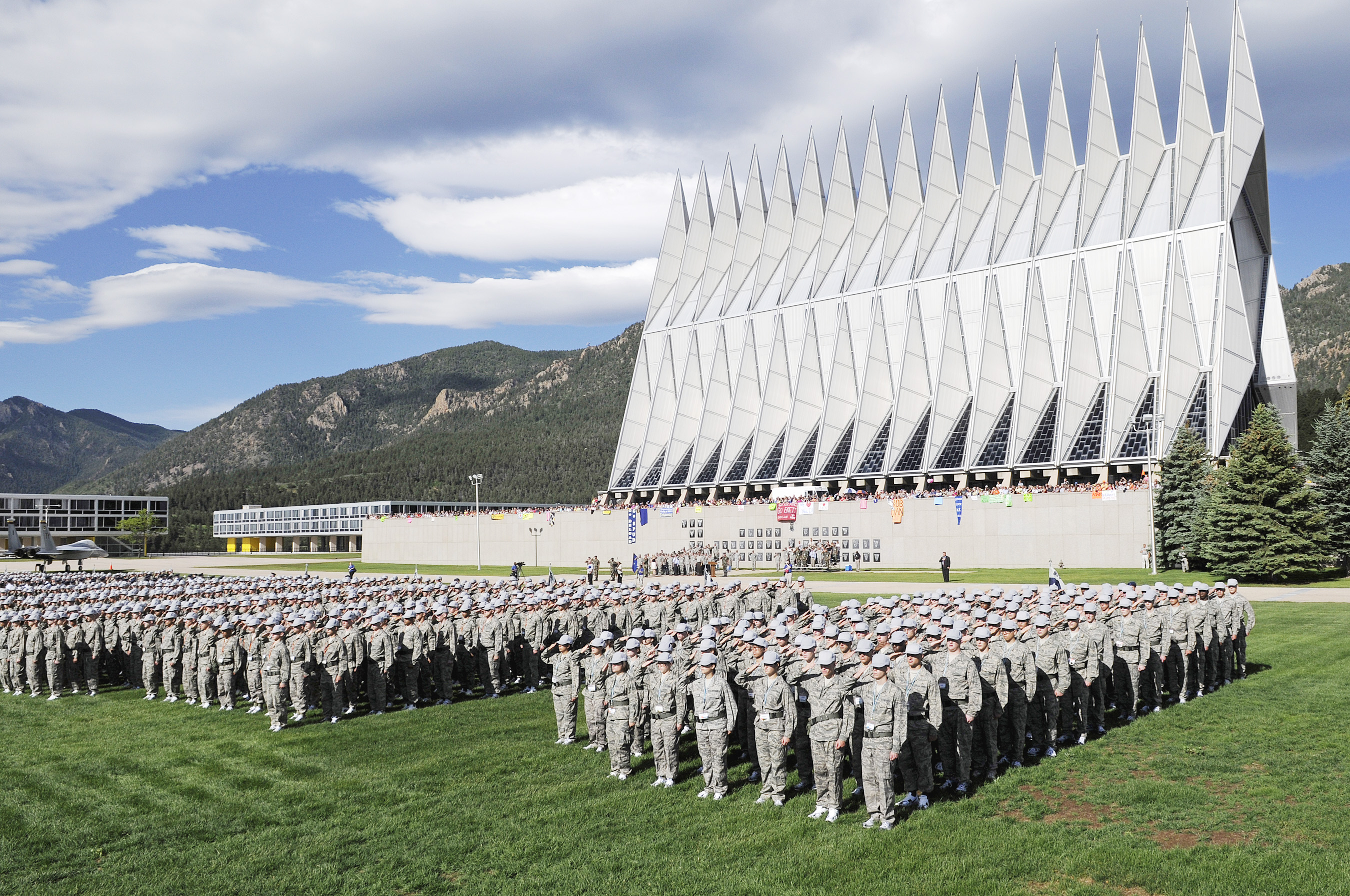
2009年6月26日，2013届1300多名新生在第一次早操列队时敬礼。照片的背景是学员礼拜堂。

学员荣誉准则是学员专业训练和发展的基石——是学员以及他们的战友所信守的最基本道德准则。荣誉准则在第一届从学校毕业的1959届学员在校时确立并流传至今。准则本身非常简单：
“我们不说谎，不偷盗，不欺骗，也绝不容忍同学中任何人有此种行为。”

1984年，学员联队举行投票决定增设“荣誉誓词”，并要求所有学员都要以此宣誓。誓词从一年级新生完成基本学员训练正式进入联队之时开始对他们起约束作用。誓词从1984年起至今未变，其中包括了荣誉准则的陈述，之后是正直为人的决心：
我们不说谎，不偷盗，不欺骗，也绝不容忍同学中任何人有此种行为。
而且，我决心忠于职责、正直为人，上帝保佑我。
（
）
为了强化未来军官们对荣誉、品格以及正直的重要意识，学校学员将接受广泛的领导与品格课程学习。学校的品格和领导能力教育处为所有的学员提供教师、研究班、讨论会以及体验学习课程，从他们一入学参加基本学员训练开始，贯穿在校学习的全过程。该处提供的课程与荣誉准则和荣誉体系一起为树立学校的“领导品格”奠定了基础。

## 组织结构
学校的组织结构在很多方面都与众不同。首先是因为它是一所军事院校，学校的大部分结构与其他的空军基地相似。这在非学员单位显得更为明显——这些单位通常都来自第10地勤联队，为学校提供诸如安全保卫和工程建设等一类的基础服务。然而因为学校也是一所大学，教职和学员联队与地方大学又有很多相似之处。

### 学员联队

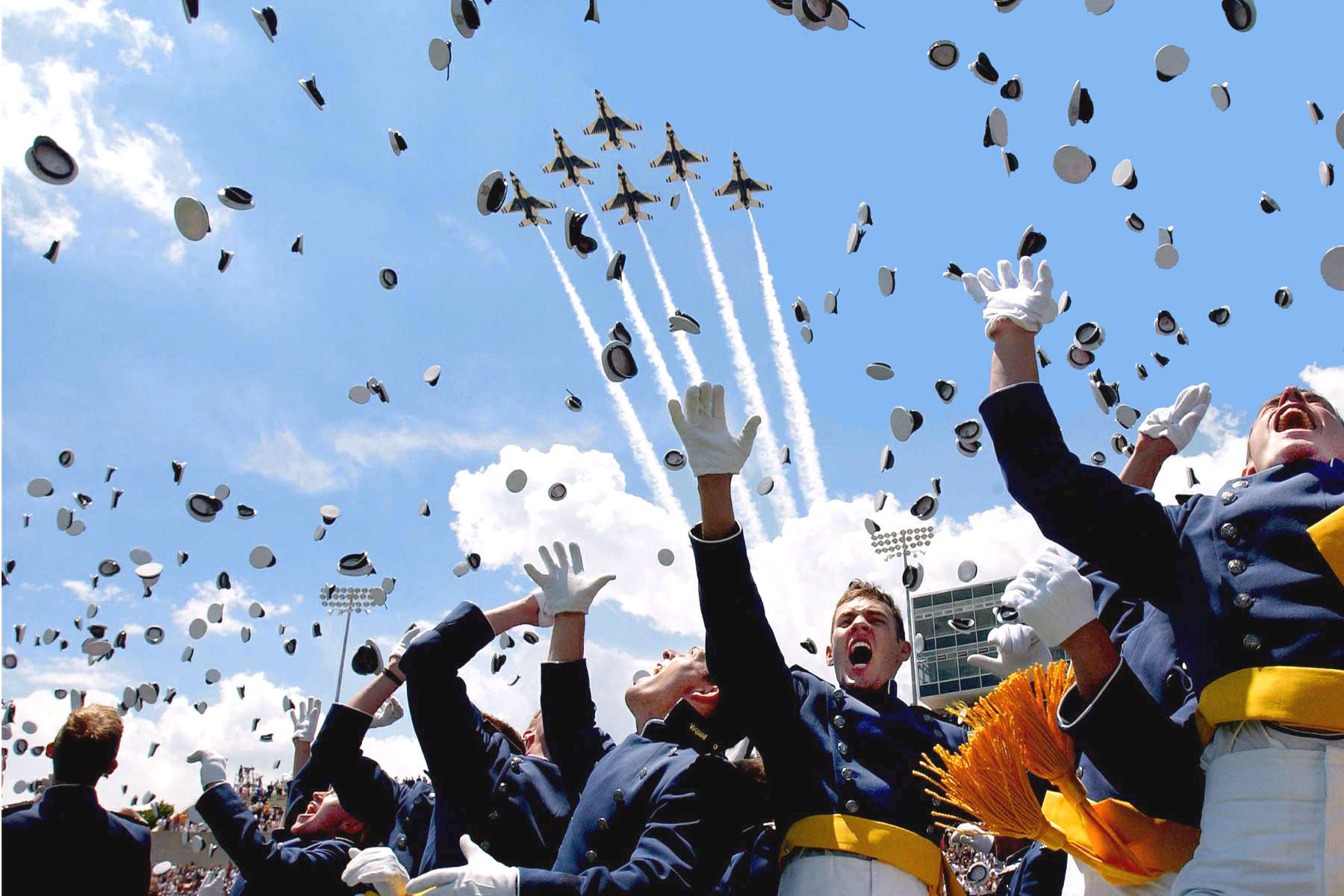
空军军官学校学员在毕业之后欢呼庆祝。

学校的所有学员组成了学员联队。学生通常被称为“学员”，与地方院校类似，按照他们入校时间长短分为四个年级。但是他们不被称为大一、大二、大三和大四学生，而是分别被称为四级、三级、二级和一级学员。四级学员有时也会被称为“（doolies）”，从希腊语δουλο? ("doulos")而来，意为“奴隶”或者“仆人”。三个低年级学员按照他们的级别还被称为“四级（degree，下同）”、“三级”和“二级”。一级学员被称为“头儿(firsties)”。在建制上，学员联队的军官由一级学员担任，二级学员担任军士长，三级学员担任初级士官。
学员联队分为四个大队，每个大队中有十个学员中队。每个学员中队有大约110名学员，大体上四个年级的学员数目相等。经过挑选的一级、二级、三级学员担任中队、大队乃至联队级别的领导、作战以及保障职务。学员生活、阅兵和就餐均以中队为单位。军事训练和校内田径比赛均以中队为单位实施。每个学员中队和学员大队均由指定的被称为空军指挥官（AOC）的现役军官管理。以学员中队为例，AOC通常为一名现役少校。在学员大队，AOC通常是一名现役中校。这些军官对学员有指挥权，为学员在领导和军事职业问题上做顾问辅导，监督军事训练并为未来军官做出模范表率。

### 配属基地
学校校长是该基地的指挥官和高级军官。校长的职位通常由一名现役中将担任。校长大体上与地方院校的校长角色类似。同样地，校长负责监督学校的各个方面，包括军事训练、学术、体育、入学与基地的行政管理。学校是空军的直属单位，所以校长直接向空军参谋长负责。
校长的直接下属包括教育长和学员联队司令，这二者均为准将军衔；体育部长、第10地勤联队司令员以及预科班指挥官分别由一名上校军官担任。与其他空军基地一样，第10地勤联队为整个基地提供保障，包括民用工程、通信、医疗保障、人事、行政、安全以及基地服务。预科学校为达标的、在正式入校之前需要额外准备的青年男女提供学术、体育与军事课程。学校的所有训练飞行科目均由第306飞行训练大队负责，该大队直属空军教育与训练司令部，从而保证了与空军飞行训练保持一致。

### 监察委员会
按照美国法典第10编第9355节，国会对学校的监督是通过监察委员会来完成的。委员会对道德纪律、课程设置、教学、飞行训练、财务等与学校运作密切相关的事务进行调查。委员会每年至少召开4次会议，每半年向国防部长、参议院武装部队委员会、众议院武装部队委员会提交关于其观点和建议的报告。委员会的15名成员由总统、副总统、参议院武装部队委员会、众议院议长指派。2006年起规定委员会中必须有两名学校毕业生。

## 军事训练

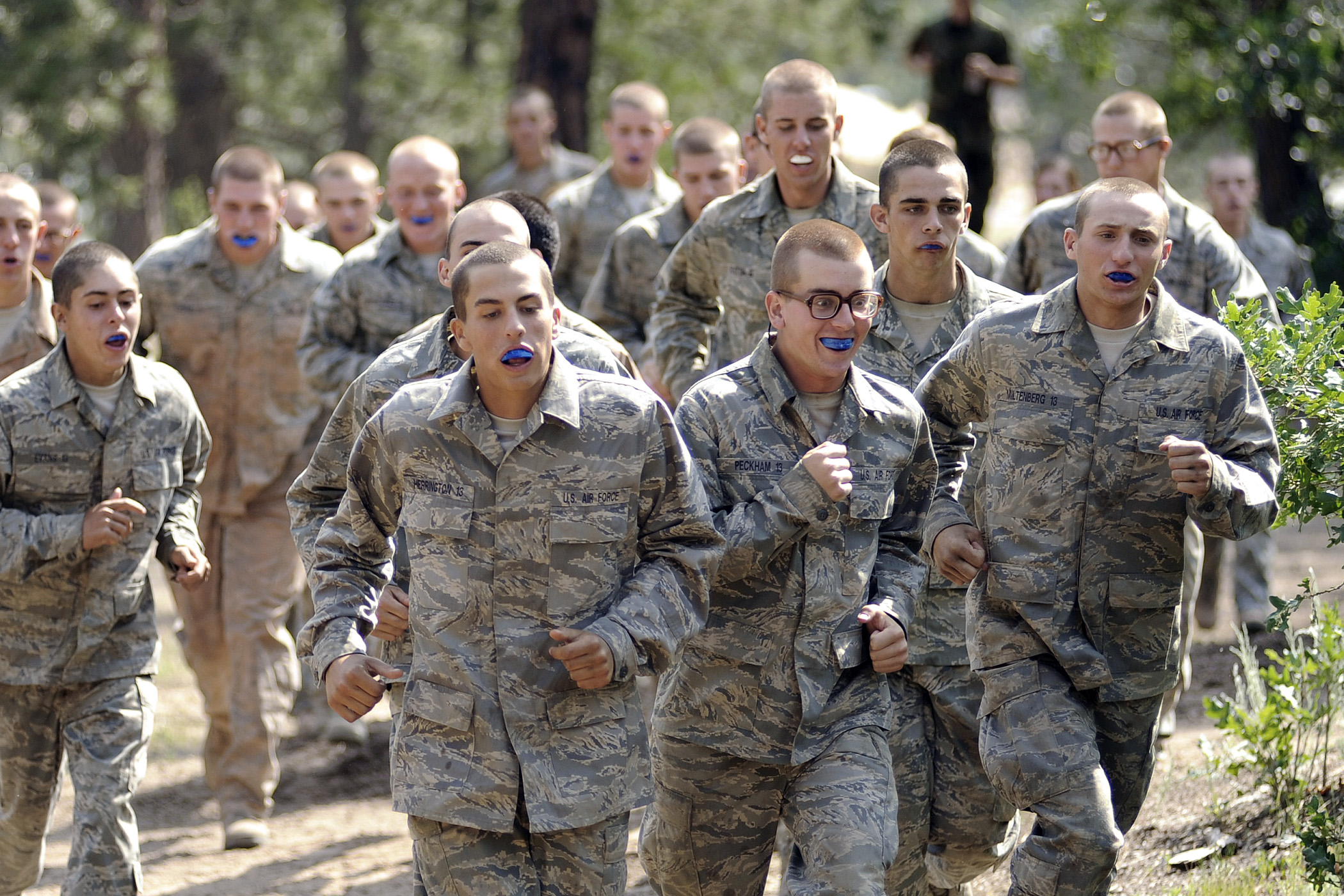
空军军官学校2013届学员新训

学员的军事训练馆贯穿于其整个在校学习过程，但在4个夏天则由为紧张。新学员的第一次军事训练在为期6周的基本学员训练（BCT）中实施，就在第一学年之前的夏天进行。在基本学员训练——也称兽营——期间，学员将在四年级、三年级学员干部的领导下习得军人基本养成、习惯军校生活。新生将会学习或体验军人的基本养成与礼仪、着装标准、演习与庆典，学习军事知识，进行严格的体能训练科目。在基本学员训练的后半部分，新生将行軍到贾克斯谷，在那里他们将完成野外生存训练科目。在完成基本学员训练之后，新生将佩戴四级学员肩章，并许下荣誉实验正式被编入学员联队。
在军事训练上，四级学员通常是在校最苦的一年。除去他们的文化课程压力，对四级学员的其他的要求也非常严格。四级学员将学习多方面的军事、与学校相关的知识，并且对行为活动也有着严格要求——只能按照指定路线在学员区行走（包括只能在水磨石广场的大理石条纹上站立）、以严格规定的礼节与高年级学员交流。四级学员将在“识别章颁发”之后结束，这个过程将在身心上对学员进行考验，并在为四级学员颁发空勤识别章以示他们晋升为高年级学员时达到高潮。在识别章颁发之后，对于他们的严格规定将随之解除。
在第一年之后，学员将对夏季军事训练有更多选择。在入学一年后的夏天，学员可以随部队部署参与空军军事行动（被称作“全球作战”），也可以参加滑翔机或者伞降训练。在60年代末期到90年代中期，学员还将于第二学年之前在贾克斯谷进行SERE训练（野外生存、撤离、抵抗和逃生训练）。这个科目后来在1995年由战斗生存训练替代，并于2005年完全取消。据计划在2008年还将引入一个类似的科目。在最后两个夏天，学员可以选择担任新训教官、去空军基地实习或者参加各种研究、飞行、领导课程。他们还可以学习其他军种的课程，比如美国陆军在乔治亚州本宁堡的伞兵学校、肯塔基州坎贝尔堡的空中突击学校。在学年中间，所有学员还将修习军事理论、作战、领导技能课程。

## 学术
空军军官学校是一所全美承认的四年制大学，具有一系列不同专业的学士学位授予权。大约75%的教职人员为空军军官，剩下的25%为文职教授、从地方院校派来的客座教授以及其他军种或者外军派来的指导人员。近些年来，高级文职教员的比例有所增加。因为核心要求一样，学校所有的毕业生，不论专业是什么，都将获得学士学位。教育长通常为一名现役准将，但是文职人员也可以担任此职务。每个系均由一名“终身教授”担任， 这与地方院校的终身教授的学术头衔相似。
学员可以选择修习不同的学科专业、交叉学科课程，包括工学、基础科学、社会科学和人类学。学术课程设置上有着广泛的核心课程，所有学员都将修学自然科学、工学、社会科学、人类学、军事学、体育的一些课程。学员大约60%的课业压力是核心课程带来的，他们前两年都在修学核心课程。在第三年和第四年，学员在学习方面将有一定的自主性，以侧重于他们的专业，但是核心课程的比例仍然相当可观。
以往学校的培养计划（如同其他军事院校一样）更加侧重理工科课程学习，这是基于毕业生将要使用复杂的航空、航天和通讯系统的考虑。结果，学校中工科课程的比例一向较高。随着时间推移，学校扩大了人文科学的比例并且很多学员都选择主修非技术学科（这一比例比其他军种院校明显地高很多）。这被一些人意识到与学校的原先学术重点显得不一致。前空军部长詹姆斯·罗奇对此非常关注并命令修改学科计划以减轻工科专业的课业负担。他希望鼓励更多的学员继续从事自然科学和工程研究。而有些人认为国防工业可提供工程专家、领导能力、管理、外交知识的学习要求至少要与以往对技术的重视程度要等同。因为罗奇后来退任，故而他的意见没有得到重视。

### 体育
学员四年在校期间均要学习体育课程。课程涵盖的活动范围很广：游泳、水上救生在教授生存技能的同时可以建立学员的自信心。例如拳击、摔跤、柔道、徒手格斗等战斗类运动项目教给学员条件受限条件下的防卫攻击能力，并借此锻炼体能。学员还可以上一些团体类的运动课程，比如篮球、足球以及诸如网球、高尔夫之类的终身运动，另外还有关于运动的生理学课程。

### 体能测试
学员每个学期都必须通过两次体能测试。第一次是有氧体能测试（或简称AFT，Aerobic Fitness Test），项目为计时1.5英里（2.4）跑。第二次是限时体能测试（或称PFT，Physical Fitness Test），涵盖引体向上、立定跳远、仰卧起坐、俯卧撑以及600碼（550）跑五个项目，所有项目必须在15分钟内完成。不能通过体能测试的人通常要求参加特训直至其能够通过测试。多次不能通过测试者可能被退学。

### 校内体育赛事
整个在校期间，除参加校际比赛的学员，所有学员都要参加校内的体育竞赛。校内的体育运动增强了各学员中队之间的竞争，项目种类包括：篮球、越野跑、奪旗式美式足球、冰球、壁球、躲避式橄榄球、橄榄球、拳击、足球、山地自行车、垒球、手球、网球、极限运动、围墙式排球以及排球。在比赛中获得联队冠军是学员中队获得荣誉的途径。

### 校际体育赛事
学校的校际项目中有全美大学生体育协会认可的17个男子代表队和10个女子代表队，别名为猎鹰。男学员参加的比赛有美式足球、棒球、篮球、冰球、越野跑、击剑、高尔夫、体操、室内外径赛、长曲棍球、游泳、跳水、网球、水球、摔跤。女学员参加的比赛有篮球、越野跑、击剑、体操、室内外径赛、游泳、跳水、足球、网球以及排球。另外，学校还资助两个非NCAA项目：啦啦队以及拳击。学校还有几个运动俱乐部，例如进行校际比赛的橄榄球俱乐部。
学校的男女代表队均属全美大学生体育协会第一分区，美式足球在其第一分区中的专属子分区比赛。大多数代表队均属西部山联盟；但是体操代表队和男子橄榄球代表队则属太平洋山运动联盟；男子冰球队属于大西洋曲棍球联合会，水球队属西部水球协会。男子拳击队属于全美大学生拳击协会。男子长曲棍球队属于大西部长曲棍球联盟。有很长一段时间只有男子队在第一分区中比赛。女子代表队在第二分区中，而且曾经是美洲分会的一员，后来是科罗拉多州体育协会的一员。随着新的全美大学生体育协会的建立，从1996年期，女子代表队也在第一分区中比赛。
学校与海军和陆军的学校在体育竞技上是老对手了。三所学校每年都在美式足球比赛中为争夺总司令奖而竞争。空军猎鹰美式足球队在三所学校中战绩最好，34年中16次夺冠。学校在州内也有一个对手——位于柯林斯堡的科罗拉多州立大学，其代表队是西部山联盟的一员。
学校代表空军在体育竞赛上有着骄人的成绩。由艾德·威切爾斯执教31年的拳击队18次获得冠军，没有获得冠军的时候也从来没有让亚军旁落过。学校的男女橄榄球队多次赢得全国冠军，女子代表队中最近有两人被选入美国国家队。美式足球队17次参加季后赛，篮球队在最近几年有着上佳表现，获得资格进入全美大学生联赛而且在2007年度全国邀请赛中进入前四名。男子曲棍球队曾连续两年获得大西洋曲棍球联赛冠军，2007年时是进入全美大学生曲棍球联赛的军校代表队，在次年也再次参与联赛。学校的男子曲棍球队最近在第二场加时中输掉“精英八强赛”，这是他们在季后赛中的历史最好成绩，也是大西洋曲棍球协会代表队中在季后赛中时间最长的一场比赛。

## 入学
进入空军军官学校的选拔是很严格的。考生必须达到以下要求：
- 为美国公民（除非是应美国国防部之邀的他国政府提名）[20]
- 未婚且没有子女
- 品德良好
- 与入学当年7月1日时至少年满17周岁，低于23周岁
- 有着较高的领导能力、学习成绩、体育和身体素质

在正常的申请过程中，考生还必须向学校提供一封推荐信，通常是由美国参议院议员、美国众议院议员提供的。国会的成员以及副总统每人也可以推荐5人。获得国会的推荐并非政治性的，而且考生要获得推荐并不需要认识那些议员。军人子女、阵亡军人与伤残老兵的子女、荣誉勋章获得者的子女也可获得推荐。入学过程很漫长，考生通常在高中第三年（美国高中为四年制）第二学期就要开始准备相关资料。

## 争议
虽然对学员、教员、参谋人员的标准很严，入学门槛也很高，学校也没有免遭丑闻。

### 荣誉丑闻
第一次荣誉丑闻发生在1965年，一名退学学员报告说知道有一百多人涉及作弊。109名学员最终全被开除。作弊丑闻于1967年、1972年、1984年、2004年、2007年出现。在每次事件发生后，学校都要彻查大规模作弊的源头，使教学系统给学员以极大的压力并试图通过一些改变以预防此类事件的发生。违反荣誉准则的行为将被提交荣誉准则委员会裁决，如果学员被发现有违反准则的行为，他将被剥夺一些权力保留见习权或者被学校开除。

### 性骚扰、性侵犯以及性别歧视
2003年发生的性侵犯丑闻迫使学校更加仔细地审视如何能够让女学员更好地融入军校生活。在丑闻发生之后，性侵犯的时间引起了美国军方的注意，国防部为此建立了一个特别行动组来调查所有军事院校的性骚扰和性侵犯情况。报告显示有92起性侵犯事件。同时，学校颁布措施与性侵犯、性骚扰与性别歧视做斗争。新的措施鼓励学员队性侵犯行为进行上报。学校对此类事件采取绝不容忍的果断态度赢得了官方和专家的表扬。

### 关于诱使改宗的指控
2005年，对一些福音派教徒学员和参谋人员涉及诱使改宗的指控被披露。这些指控与对空军如何处理这些问题的关注，促使学校的毕业生迈克尔·L·温斯坦将空军告上法庭。
空军的一个调查小组对指控进行了调查，并于2005年6月22日发布报告。小组在调查过程中发现“宗教环境并不涉及明显的宗教歧视，但是没有调解各方的需求并对宗教信仰表达的容许界限缺乏明确规范”。在调查中发现了反闪族人的议论，官方曾资助过放映电影《耶稣受难曲》，更衣室中的一个标语上说学校的体育代表队为“耶稣队”而战。因小组的调查报告，空军颁布了对公开场合不鼓励公开进行祷告的指导意见。

## 歷任校長
參見美国空军学院校長列表

## 著名校友
參見空军军官学校著名校友列表

## 流行文化
美国空军学院在电子游戏红色警戒2的单人战役中出现，作为盟军第二关的任务目标建筑。